# Tandem (App)
Tandem ist eine Applikation für die Betriebssysteme iOS und Android, die Sprachlernende mit Muttersprachlern verbindet. Mitglieder können nach Sprachpartnern suchen und sich mit diesen über Text- und Audio-Nachrichten oder über Videoanrufe austauschen. Die App ist derzeit für über 160 Sprachen, darunter auch Gebärdensprachen, verfügbar (Stand: April 2020), was wahrscheinlich mehr als 11.000 Sprachkombinationen ermöglicht.

## Geschichte
Tandem wurde 2014 von Arnd Aschentrup, Tobias Dickmeis und Matthias Kleimann in Hannover gegründet. Inzwischen hat Tandem seinen Hauptsitz in Berlin. Im Februar 2015 wurde die App erstmals für Mobilgeräte mit dem Betriebssystem iOS veröffentlicht und ist seit 2016 auch für Android-Geräte verfügbar. Vor der Gründung von Tandem entwickelten Aschentrup, Dickmeis und Kleimann Vive, eine nur für Mitglieder zugängliche mobile Video Chat-Community.
Im Jahr 2015 schloss Tandem seine erste Finanzierungsrunde (Seed-Finanzierung) über 600.000 Euro ab. Zu den beteiligten Investoren zählten Business-Angels, wie Atlantic Labs (Christophe Maire), Hannover Beteiligungsfonds, Marcus Englert (Vorsitzender des Aufsichtsrats der Rocket Internet SE), Catagonia, Ludwig zu Salm, Florian Langenscheidt, Heiko Hubertz, Martin Sinner und Zehden Enterprises. Im Jahr 2016 erhielt das Unternehmen weitere 2 Millionen Euro von den neuen Investoren Rubylight und Faber Ventures sowie von den bestehenden Investoren Hannover Beteiligungsfonds, Atlantic Labs und Zehden Enterprises.
Seit 2018 ist die Premium-Mitgliedschaft Tandem Pro verfügbar, die Mitgliedern gegen eine monatliche Gebühr den uneingeschränkten Zugang zu allen Sprachlern-Funktionen der App sowie die Entfernung der Werbung bietet.

## Verwendung
Die Tandem-App verdankt ihren Namen der Tandem Sprachlernmethode, bei der das Sprachenlernen im Sprachaustausch erfolgt. Bei einem Sprachaustausch oder Sprachtandem treffen zwei Personen mit unterschiedlichen Muttersprachen aufeinander, die die Sprache der jeweils anderen Person erlernen möchten. Das Gespräch wird zu gleichen Teilen in beiden Sprachen geführt, um sicherzustellen, dass beide Partner ihre Zielsprache lernen können. Die Tandem-App wird von der Tandem Fundazioa, den Entwicklern der Tandem-Sprachlernmethode, unterstützt.
Für den Zugang zur Tandem-Community ist eine Bewerbung erforderlich. Im Rahmen der Vorgaben von Tandem wird jeder Antrag durch die Community-Moderatoren geprüft. Nach Freischaltung des Profils stellt Tandem seinen Mitgliedern eine Reihe potenzieller Tandempartner vor, die Muttersprachler in der jeweiligen Zielsprache sind. Mitglieder können dann mit ihren Tandem-Partnern über Text- und Sprachnachrichten sowie Audio- und Videoanrufe Gespräche führen. Die Auswahl an Sprachpartnern kann zusätzlich nach Ort, Alter und Geschlecht gefiltert werden.

## Rezeption
Im Jahr 2015 zählte Tandem zu Apples „Besten Apps des Jahres 2015“. Tandem wurde zudem von Google Play zu einer der „Besten Apps des Jahres 2017“ gekürt. Im Januar 2017 verfügte die App laut dem Magazin Techcrunch über 1,2 Millionen aktive User und 1,5 Millionen Downloads.
Im Jahr 2018 wurde Tandem im Rahmen des bundesweiten Wettbewerbs „Ausgezeichnete Orte im Land der Ideen“ der Initiative Deutschland – Land der Ideen ausgezeichnet. Diese Initiative würdigt außergewöhnliche Ideen und Projekte in Deutschland, die den kulturellen Austausch fördern und einen wertvollen Beitrag zu einer weltoffenen Gesellschaft leisten.
Tandem wurde aufgrund seiner Wartezeiten kritisiert, da Mitglieder nicht sofort in die Community aufgenommen wurden. In einigen Ländern gibt es eine Warteliste und Bewerber müssen bis zu 7 Tage auf die Bearbeitung ihrer Bewerbung durch die Community-Moderatoren warten.

## Belege
1. 1 2 3  Tandem is a messaging app where language learners chat. In: TechCrunch. Ehemals im Original (nicht mehr online verfügbar); abgerufen am 7. Mai 2020 (amerikanisches Englisch). (Seite nicht mehr abrufbar. Suche in Webarchiven)
2. ↑  Manuel Dürer: Das bringen Lern-Apps für Schüler. In: Die Welt. 19. März 2016 (welt.de [abgerufen am 7. Mai 2020]).
3. ↑  10 Apps, die das Quarantäne-Leben schöner machen | freundin.de. 16. April 2020, abgerufen am 7. Mai 2020.
4. ↑  The CEO of Tandem Talks About Language Learning and Mobility. In: eLearningInside News. 15. Dezember 2018, abgerufen am 7. Mai 2020.
5. ↑  Tandem is a messaging app where language learners chat. In: TechCrunch. Ehemals im Original (nicht mehr online verfügbar); abgerufen am 9. Mai 2020 (amerikanisches Englisch). (Seite nicht mehr abrufbar. Suche in Webarchiven)
6. ↑  Bekannte Business Angels investieren in Video-Chat-Community Vive. 8. Oktober 2014, abgerufen am 7. Mai 2020.
7. ↑  Lucy Jolin: From busuu to Babbel, language-learning startups adapt to thrive. In: The Guardian. 7. März 2017, ISSN 0261-3077 (theguardian.com [abgerufen am 7. Mai 2020]).
8. ↑  Tandem | Tandempartner online finden | The #1 Language Exchange App. Abgerufen am 26. Juni 2020.
9. ↑  Tandem Sprach-Austausch - Tandem Fundazioa - Alles über Tandem-Sprachaustausch - Gratismaterial der Tandem-Stiftung Tandemcity – Home – Tandem language exchanges and peace – Intercambios de idioma tándem y paz – Tandem-Sprachaustausch und Frieden. Abgerufen am 7. Mai 2020 (deutsch).
10. ↑  Inside The Tandem Language Exchange App: A Full Review by Fluent Language. Abgerufen am 7. Mai 2020 (britisches Englisch).
11. ↑  FAQ. Abgerufen am 7. Mai 2020.
12. ↑  ZDSK Zentrum für deutsche Sprache und Kultur gGmbH: Zentrum für deutsche Sprache und Kultur, Deutschkurse in Frankfurt, Intensivkurse, Deutsch, TANDEM, Grammatik, Konversation, Phonetik, Vorbereitung B2-, DSH-, telc-Prüfung. 9. Juli 2025, abgerufen am 7. Mai 2020.
13. ↑  The best language-learning apps and websites to try. Abgerufen am 7. Mai 2020 (amerikanisches Englisch).
14. ↑  heise online: "Das Beste aus 2015": Apple ernennt die Apps des Jahres. Abgerufen am 7. Mai 2020.
15. ↑  Maximilian Kutter: Google legt sich fest: Das sind die besten Apps 2017. Abgerufen am 7. Mai 2020.
16. ↑  Tandem Language Exchange. Abgerufen am 7. Mai 2020.
17. ↑  Kompetenzen. Abgerufen am 7. Mai 2020.
18. ↑  Stephanie L. King: Fire Up One of These Language Apps For At-Home Learning. 25. März 2020, abgerufen am 7. Mai 2020 (amerikanisches Englisch).